# 于逸堯
于逸堯（英語：Yu Yat Yiu，1969年1月12日—），籍貫河北省保定市，是一名香港作曲人、填詞人、編曲人及音樂監製，也是音樂製作公司人山人海的創辦人之一及主要成員，以及伯樂音樂學院的填詞系及音樂製作系導師。現時為自由創作員，亦有撰寫飲食文化專欄及推出相關著作。

## 簡介
于逸堯曾學習鋼琴、管風琴、琵琶及中阮等樂器，就讀於聖方濟各英文小學及拔萃男書院，1992年畢業於香港中文大學地理系、副修音樂，獲社會科學學士學位。大學期間曾參加劇社，遂接觸到舞台音響，並因專注於舞台表演而獲頒發獎學金。畢業後曾任職於亞洲電視的電視劇配樂組及商業電台第一台。
1997年前夕，于逸堯與家人移民至加拿大，間中回港參與配樂、舞台化妝和形象設計的工作，後來獲於唱片公司任職的朋友邀請而寫下《再見二丁目》一曲，由楊千嬅演唱，成為其人生的轉捩點。他回流到香港後，除了參與作曲、填詞、編曲、監製等音樂工作外，也有為電影、廣告及舞台劇創作配樂。1999年，他與黃耀明、蔡德才、梁基爵等音樂人創辦了音樂製作公司人山人海。
2007年起于逸堯兼職寫作，最初僅於其網誌分享食經，後來轉而為Milk X Magazine、壹週刊及南華早報撰寫飲食文化方面的專欄，更於2011年將專欄文章結集成書，以食物為起點，進而談及不同的文化現象及生活習慣。
他曾多次參與進念二十面體、非常林奕華和糊塗戲班等舞台劇劇團的藝術活動及演出。於1999年香港電影金像獎憑電影《愈快樂愈墮落》的配樂獲提名最佳原創音樂，亦曾憑音樂劇《玉女添丁》（1999年）獲提名香港舞台劇獎最佳創作音樂獎項。

## 音樂作品
- 曲：作曲
- 詞：填詞
- 編：編曲
- 和：和聲
- 監：監製

1993年
- 吳君如 - 情愛就算是假（與陳敬創曲、詞）
- 吳君如 - 每天等著每一天（與陳敬創詞）

1995年
- 陳輝雄 - 壹玖玖陸窮得漂亮（曲、編、和）

1997年
- 姚琇齡 - 十二月的某夜（曲、詞）
- 楊千嬅 - 再見二丁目（曲）
- 楊千嬅 - 手信（曲）
- 楊千嬅 - 再見二丁目（寰宇風情Mix）（曲、編）
- 楊千嬅 - E-714342（曲、編）
- 黃耀明 - 風月寶鑒（與黃耀明、梁基爵共同作曲）

1998年
- 楊千嬅 - 愛人
- 楊千嬅、陳奕迅、梁漢文 - 不一樣的夏（曲、與梁基爵共同監製）

1999年
- 梅艷芳 - 艷舞台（曲）
- 莫文蔚 - 回家（曲）
- 莫文蔚 - 我想愛（曲）
- 楊千嬅 - 有發生過（曲）
- 楊千嬅 - 缺乏（詞）
- 楊千嬅 - 仲夏夜之夢（詞）
- 楊千嬅 - 冰點（曲）
- 楊千嬅 - 冬天的故事（詞）
- 鄭秀文 - 甜
- 蘇慧倫 - 開門

2000年
- 彭　羚 - 謝謝你的舊情人
- 彭　羚 - 兒童樂園
- 普普樂團 - 床戲
- 黃耀明 - 填充（曲）
- 楊千嬅 - 美味情緣（詞）
- 楊千嬅 - 離題萬丈（曲）
- 楊千嬅 - 快樂與哀愁（詞）

2001年
- 丁菲飛 - 購物天堂（監）（與黃耀明、李端嫻共同監製）
- 方力申 - 一周年（曲）
- 何韻詩 - 我要夾Band（詞）
- 彭海桐 - 想一想（詞）
- 彭　羚 - 眾裡尋他（曲）
- 彭　羚 - 戀人快語（詞）
- 黃耀明 - 一一（曲）（與黃耀明共同作曲）
- 楊千嬅 - 罐頭湯（詞）
- 楊千嬅 - 深紫色（詞）
- 楊千嬅 - 悲歌之王（編、監）
- 楊千嬅 - 假如讓我說下去（曲）

2002年
- at17 - 唱歌（詞）
- at17 - 黑羊（曲、編）（與李端嫻共同編曲）
- 于逸堯 - 強健布鞋（曲、詞、編）
- 谷祖琳 - 同機蜜友（曲）
- 楊千嬅 - 楊千嬅（監）（與Eric Kwok共同監製）
- 楊千嬅 - 香港小姐（曲、編、監）（與蔡德才共同監製）
- 楊千嬅 - 男女關係科（詞、監）（與蔡德才共同監製）
- 楊千嬅 - 勇（監）（與蔡德才共同監製）
- 楊千嬅 - 還未夠快（詞）
- 楊千嬅 - 慢．熱......北海道夏（監）（與蔡德才共同監製）
- 楊千嬅 - 談談情、探探聽（詞、監）（與蔡德才共同監製）
- 楊千嬅 - Music Box I（曲、編、監）（與梁翹柏共同作曲）
- 楊千嬅 - 聖誕禮物（詞）（與何秀萍共同填詞）
- 楊千嬅 - 我是羊（詞）
- 楊千嬅 - 笑中有淚（曲、編、監）（與蔡德才共同監製）
- 楊千嬅 - Music Box II（編、監）
- 楊千嬅、蔡德才 - 小飛俠（詞、監）（與蔡德才共同監製）

2003年
- at17 - Never Been Kissed（詞）
- at17 - 正教育（詞）
- 黃耀明 - 美得淒涼（曲）
- 黃耀明 - 艷陽天（曲）
- 楊千嬅 - 娃娃夫人（詞）
- 楊千嬅 - 忌廉溝鮮奶（監）（與假音人共同監製）
- 楊千嬅 - 滿場飛（監）
- 楊千嬅 - 寒舍（詞）

2004年
- 楊千嬅 - 電光幻影（曲、編、監）
- 楊千嬅 - 柳媚花嬌（與蔡德才共同監製）
- 楊千嬅 - 偷吻杜魯福（與蔡德才、李端嫻共同監製）
- 楊千嬅 - 明日之歌（詞）

2005年
- at17 - 青春（詞）
- at17 - 才女（詞）
- at17 - 又美麗又可愛（曲）
- 何韻詩 - 明星夢（詞）
- 楊千嬅 - 我等我在（編、監）（與蔡德才共同監製）
- 楊千嬅 - 扭到十（監）（與蔡德才共同監製）
- 楊千嬅 - 簡愛（詞）（與李峻一共同填詞）
- 楊千嬅 - 長恨哥哥（監）（與蔡德才共同監製）
- 楊千嬅 - 長信不如短訊（長痛不如短痛）（編、監）
- 楊千嬅 - 花與愛麗斯（曲、編、監）

2006年
- at17 - 我們的序幕（與李端嫻共同監製）
- at17 - Sing Sing Sing（詞）
- at17 - 最難唱的情歌（與蔡德才共同監製）
- 梁漢文 - 羅曼蒂克（曲、編、監）（與梁漢文共同作曲）
- 梁漢文 - 路漫漫（編、監）
- 楊千嬅 - 吻所有女孩（與蔡德才共同監製）
- 楊千嬅 - 水月鏡花（曲，與蔡德才共同編曲、監製）
- 楊千嬅 - 芬梨道上（編、監）

2007年
- 何韻詩 - 天然沖晒
- 楊千嬅 - 悲歌之王（編）
- 楊千嬅 - 甘願為您
- 甘國亮 - 微妙的安排（監，與孔奕佳共同編曲）
- PixelToy - 喔噢（女版）（與PixelToy共同監製）
- PixelToy - 夏春秋（與PixelToy共同監製）
- PixelToy - 喔噢（男版）（與PixelToy共同監製）
- PixelToy - 今天天氣很美（與PixelToy共同監製）
- 《明明》電影配樂 - 盒子

2008年
- at17 - 二百歲少女（與at17、何山共同監製）
- at17 - The Moon（demo）（與at17、何山共同監製）
- at17 - 流浪到彼岸（與at17、何山共同監製）
- 楊千嬅 - 明日再會（與蔡德才共同監製）
- 楊千嬅 - 嬅麗緣（與蔡德才共同監製）
- 黃耀明 - 金粉世家
- 陳浩峰 - 十方一念（曲、編、監）

2009年
- at17 - 窮得只有愛（與蔡德才、at17共同監製）
- at17 - 安樂（詞，與李端嫻共同編曲，與李端嫻、at17共同監製）
- 麥浚龍 - True Romance（與麥浚龍共同監製）

2010年
- 梁詠琪 - 夏花秋葉（曲、編、監）
- 梁詠琪 - 時間海（曲、編、監）
- 麥浚龍 - 紙箱國（編，與麥浚龍共同監製）
- 楊千嬅 - 呼吸需要（監）
- 楊千嬅 - 斗零踭（與蔡德才共同監製）
- 楊千嬅 - 我係我（曲）

2011年
- 林二汶 Feat. 岑寧兒 - 聽說（與荒井壯一郎、林二汶共同監製）
- 麥浚龍 - 櫻吹雪
- 黃耀明 - 最大的宮殿（大紫禁城I）
- 黃耀明 - 飛飛飛（大紫禁城II）（與黃耀明共同作曲）
- 黃耀明 - 燕子飛（大紫禁城III）（曲、編）
- 楊千嬅 - 我係我（remix、粵語版）（曲，與蔡德才共同監製）
- 楊千嬅 - 白天鵝（曲，與蔡德才共同監製）
- 楊千嬅 - 翅膀下的風（與盧凱彤、蔡德才共同監製）

2012年
- 林二汶 - Wanna Be（與荒井壯一郎、林二汶共同監製）
- 林二汶 - 北京道落雪了（與荒井壯一郎、林二汶共同監製）
- 林二汶 - 驚人（詞，與荒井壯一郎、林二汶共同監製）
- 林二汶 - 玫瑰奴隸（與荒井壯一郎、林二汶共同監製）
- 林二汶 - 微醺（與荒井壯一郎、林二汶共同監製）
- 林二汶 - 如水（與荒井壯一郎、林二汶共同監製）
- 林二汶 - 仙樂飄飄處處聞（與荒井壯一郎、林二汶共同監製）
- 楊千嬅 - 孔雀（監）
- 楊千嬅 - 金絲雀（與蔡德才共同監製）
- 楊千嬅 - 深息（與王雙駿共同監製）
- 楊千嬅 - 裊裊（監）
- 楊千嬅 - 沒有目的地愛了（與張峽浩共同監製）

2013年
- 泳　兒 - 清潔愛（詞）
- 楊千嬅 - 親（與舒文共同監製）

2014年
- 林二汶 - 最後（與荒井壯一郎、林二汶共同監製）
- 林二汶 - 夕陽生活（與荒井壯一郎、林二汶共同監製）
- 林二汶 - Do You Love Me（與荒井壯一郎、林二汶共同監製）
- 林二汶 - 危險動作（與荒井壯一郎、林二汶共同監製）
- 林二汶 - 出嫁詞（與荒井壯一郎、林二汶共同監製）
- 林二汶 - 最幸運的人（與荒井壯一郎、林二汶共同監製）
- 林二汶 - 在你身旁（與荒井壯一郎、林二汶共同監製）
- 林二汶 - 漂泊（與荒井壯一郎、林二汶共同監製）
- 林二汶 - 最初（與荒井壯一郎、林二汶共同監製）
- 林二汶 - 別的（曲）
- 楊千嬅 - 來生舞（與舒文共同監製）
- 楊千嬅 - 色惑（與Edward Chan、舒文共同監製）
- 藍奕邦 - 藍色多瑙河（詞）

2015年
- 林二汶 - 至死不渝（與荒井壯一郎共同監製）
- 林二汶 - 只怕不夠時間看你白頭（與荒井壯一郎共同監製）
- 楊千嬅 - 天橋（詞）
- 楊千嬅 - 房間號碼（監）
- 楊千嬅 - 沒關係不是愛情（詞、監）
- 楊千嬅 - 風起了（監）

2016年
- 梁詠琪 - B面第一首（監，與Soni共同編曲）
- 梁詠琪 - B面第一首（國）（監，與Soni共同編曲）

2017年
- per se - 家變（詞）
- 許廷鏗 - 強迫症進行曲（監）（與孔奕佳共同監製）
- 許廷鏗 - 人曲（監）（與馮穎琪共同監製）
- 許廷鏗 - 神奇之旅（詞、監）（與許廷鏗共同作詞）

2018年
- 林二汶 - Yeah（監）（與林二汶共同監製）
- 林二汶 - 愛情是一種法國甜品（監）（與周錫漢、林二汶共同監製）
- 許廷鏗 - 一句話（監）（與盧凱彤、蔡德才共同監製）
- 許廷鏗 - 停半分鐘聽一闋歌（監）（與周錫漢共同監製）
- 許廷鏗 - 演員的自我修養（監）
- 許廷鏗 - 白紙（曲、監）
- 許廷鏗 - 再講一句話（監）（與盧凱彤、蔡德才共同監製）
- 許廷鏗、陳慧敏 - 最後一對北極熊（監）（與伍卓賢共同監製）
- 楊千嬅 - 夢裡人（監）（與周錫漢共同監製）

2019年
- 林二汶 - 最後的信仰（監）（與林二汶共同監製）
- 林二汶 - 解語花（曲、監）（與林二汶共同監製）
- 林二汶 - 守破離（曲、監）（與林二汶共同監製）
- 林二汶 - 餓（監）（與林二汶共同監製）
- 林二汶 - 初音（詞、監）（與林二汶共同監製）
- 林二汶、6號@RubberBand - 超友誼（監）（與Edward Chan、林二汶共同監製）
- 許廷鏗 - 單數（監）（與何山共同監製）
- 許廷鏗 - 我們與愛的距離（監）（與周錫漢共同監製）
- 許廷鏗 - 你可能未必不喜歡我（監）（與孔奕佳共同監製）
- 許廷鏗 - 十（曲、詞、編、監）（與許廷鏗共同作詞；與蔡德才、Mike Orange共同編曲、監製）

2020年
- 林二汶 - 再聚（監）（與林二汶、伍卓賢共同監製）
- 許廷鏗 - 恨（監）（與謝國維共同監製）
- 許廷鏗 - 謊（監）（與黃兆銘共同監製）
- 許廷鏗 - Negative（詞、監）（與T-rexx共同作詞；與Kiri T共同監製）
- 許廷鏗 - 慌（監）（與許廷鏗共同監製）
- 許廷鏗 - ......（曲、監）（與孔奕佳共同監製）
- 陳柏宇 - 十五種生存的方法（監）
- 湯駿業 - 收場白（監）

2021年
- 林二汶 - 自白的勇氣（監）（與孔奕佳、林二汶共同監製）
- 許廷鏗 - 追憶（監）
- 許廷鏗 - 佛系人生（監）（與黃兆銘共同監製）
- 楊千嬅 - 你會愛的人（監）（與周錫漢、楊千嬅共同監製）
- 楊千嬅 - 愛過你的人（監）（與周錫漢、楊千嬅共同監製）

2022年
- 岑寧兒 - 無常家（監）
- 林奕匡 - 快樂瘋（監）
- 許廷鏗 - 有今生沒來世（監）
- 許廷鏗 - 沒有人可以為你的幸福負責（監）（與孔奕佳共同監製）
- 許廷鏗 - 煽風點火（監）（與孔奕佳共同監製）
- 許廷鏗 - 修羅場（監）（與孔奕佳共同監製）
- 許廷鏗 - 旁聽他人的秘密（監）（與孔奕佳共同監製）
- 許廷鏗 - 都是別人的（監）（與孔奕佳共同監製）
- 許廷鏗 - 小奇蹟日（監）（與孔奕佳、JNYBeatz共同監製）
- 許廷鏗 - 亻言（監）
- 許廷鏗 - 消音室（監）
- 許廷鏗、6號@RubberBand - 香港式聖誕（曲、詞、監）
- 楊千嬅 - 上善如酒（監）（與舒文共同監製）

2023年
- 許廷鏗 - 同連（監）
- 許廷鏗 - 平庸之鬼（監）
- 許廷鏗 - 不要忘記沿途風景（監）
- 許廷鏗 - 微時（監）（與Goro Wong共同監製）
- 許廷鏗 - 一場同學（監）
- 許廷鏗、吳林峰 - 同途（監）
- 楊千嬅 - 無去無來（曲、詞、編、監）

2024年
- 岑寧兒 - 圓規（監）
- 馬天佑 - 斷崖（監）
- 許廷鏗 - 多多指教（監）（與許廷鏗、The Hertz共同監製）
- 黃耀明 - 石沉大海（曲）

2025年
- 鄭杞瑤 - 只得一半（曲、編、監）（與趙浩權共同編曲、監製）

## 著作
- 文以載食（2011，三聯書店）
- 食以載道（2011，三聯書店）
- 食咗當去咗（2012，三聯書店）
- 半島（2015，三聯書店）
- 暢遊異國 放心吃喝（2015，三聯書店）

## 外部連結
- 于逸堯的新浪微博
- 人山人海：于逸堯個人資料（页面存档备份，存于）
- 于逸堯於《南華早報》的專欄